# Oxid chromičitý
Oxid chromičitý (chemický vzorec CrO2) je jedním z oxidů chromu, který v něm má oxidační číslo IV. Vyskytuje se ve formě černých krystalků s velmi dobrými feromagnetickými vlastnostmi. Používá se jako záznamový materiál pro magnetofonové pásky a diskety.
Poprvé oxid chromičitý připravil Friedrich Wöhler rozkladem chloridu chromilu (CrO2Cl2). Krystalický oxid chromičitý byl poprvé syntetizován v roce 1956 Normanem L. Coxem, chemikem společnosti E. I. DuPont, reakcí oxidu chromového (CrO3) s oxidem chromitým (Cr2O3) ve vodě při teplotě 800 K a tlaku 200 MPa. Rovnovážná rovnice pro hydrotermální syntézu je:
3 CrO3 + Cr2O3 → 5 CrO2 + O2
Vzniklý magnetický krystal je dlouhá štíhlá jehlička, která je ideální jako magnetický pigment pro záznamové pásky. Když byl na konci šedesátých let 20. století komercializován jako záznamové médium, firma DuPont mu dala obchodní název Magtrieve.